# فيليكس ووكر
فيليكس ووكر (بالإنجليزية: Felix Walker)‏ هو سياسي أمريكي، ولد في 19 يوليو 1753 في الولايات المتحدة، وتوفي في 1828. انتخب عضو مجلس نواب كارولينا الشمالية وانتخب عضو مجلس النواب الأمريكي.